# NGC 2968
NGC 2968 est une galaxie spirale intermédiaire (?) située dans la constellation du Lion. NGC 2968 a été découverte par l'astronome germano-britannique William Herschel en 1785.

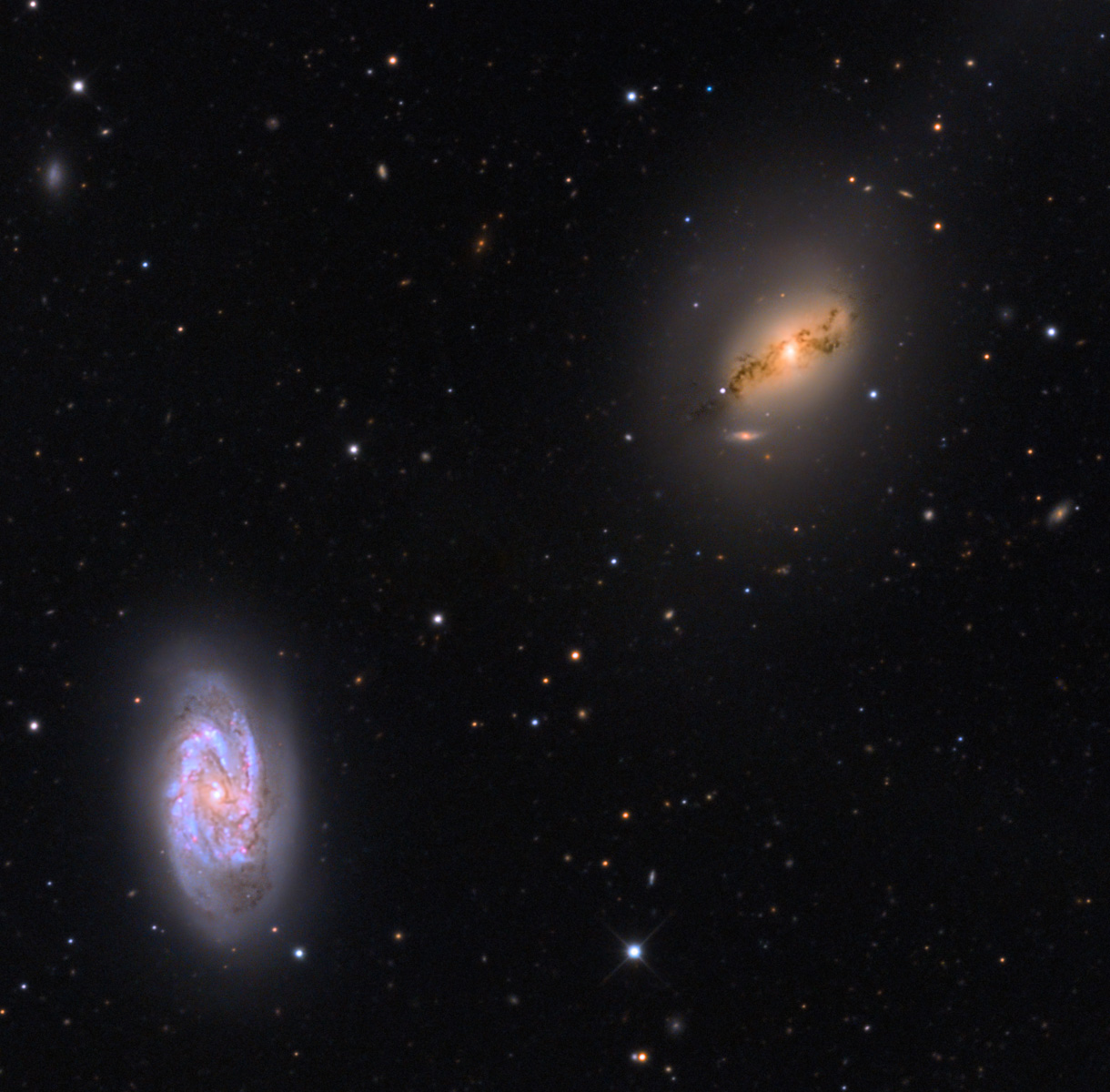
NGC 2968 et NGC 2964 (en bas à gauche) par Adam Block (Observatoire du mont Lemmon/Université de l'Arizona).

## Caractéristiques
NGC 2968 présente une large raie HI.

### Distance
Sa vitesse par rapport au fond diffus cosmologique est de 1 804 ± 19 km/s, ce qui correspond à une distance de Hubble de 26,61 ± 1,88 Mpc (∼86,8 millions d'al).
À ce jour, cinq mesures non basées sur le décalage vers le rouge (redshift) donnent une distance de 14,010 ± 9,182 Mpc (∼45,7 millions d'al), ce qui est tout juste à l'extérieur des valeurs de la distance de Hubble. Puisque cette galaxie est relativement rapprochée du Groupe local, il est probable que cette valeur soit plus près de la distance réelle de NGC 2968. Notons que c'est avec la valeur moyenne des mesures indépendantes, lorsqu'elles existent, que la base de données NASA/IPAC calcule le diamètre d'une galaxie.

### Classification
Le classement de galaxie irrégulière par la base de données NASA/IPAC doit être basée sur une ancienne image moins nette que celle de l'étude SDSS. On voit assez clairement sur cette image que NGC 2968 est une galaxie spirale intermédiaire ou ordinaire, difficile de choisir.

## Supernova
La supernova SN 1970L a été découverte le 28 février 1970 dans NGC 2968 l'astronome suisse Paul Wild de l'université de Berne. Le type de cette supernova n'a pas été déterminé.

## Groupe de NGC 2964

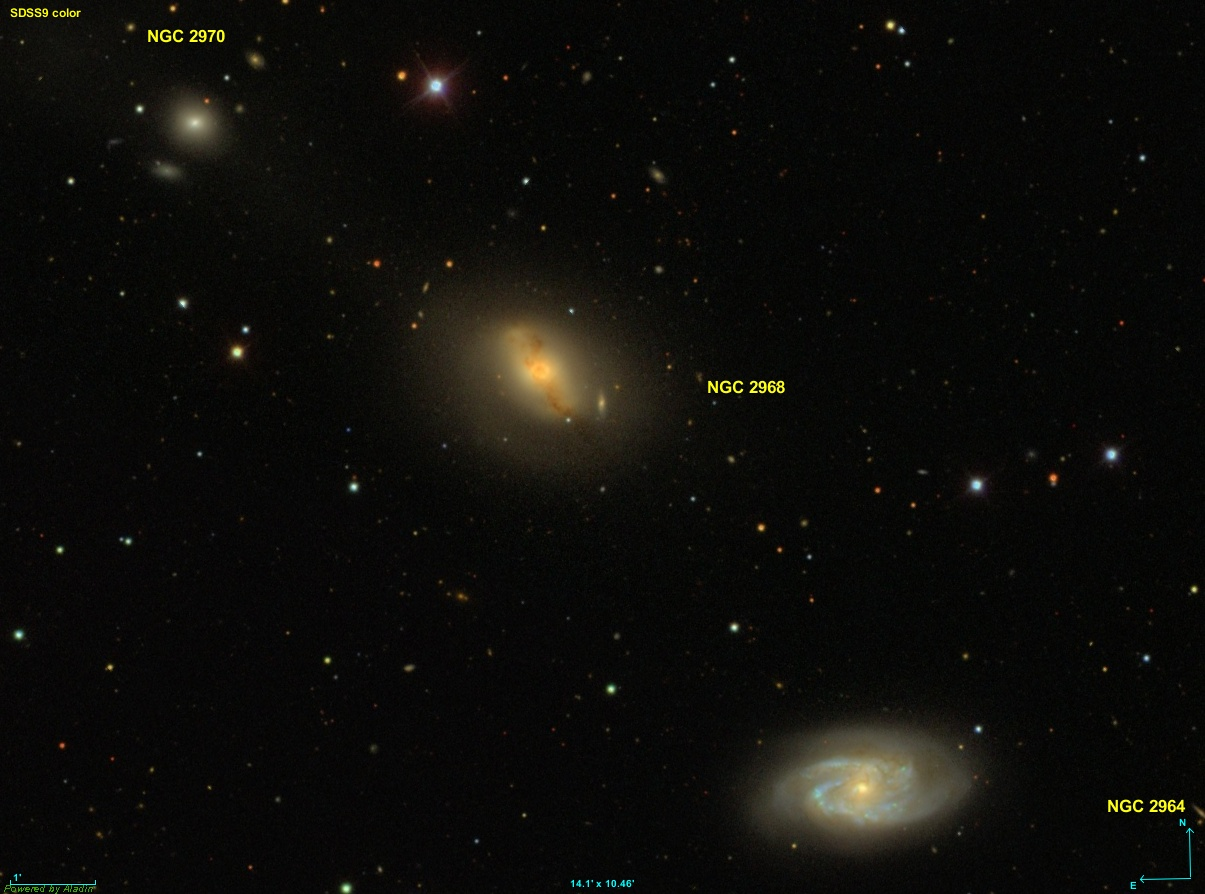
Trois des galaxies forment du groupe de NGC 2964.

NGC 2964 et NGC 2968 forment un groupe de galaxies avec la galaxie NGC 3003, le groupe de NGC 2964. Les distances de NGC 2964, de NGC 2968 et de NGC 2970 sont semblables et comme elles sont rapprochées sur la sphère céleste il est fort possible qu'elles soient des membres d'un groupe physique de galaxies. Si tel est le cas, il faudrait inclure la galaxie NGC 2970 au groupe de NGC 2964.

### Paire de galaxies
Selon Abraham Mahtessian, NGC 2964 et NGC 2968 forment une paire de galaxies. À ces trois galaxies, s'ajoute la galaxie NGC 2970 et NGC 3021